# 9358 Fårö
9358 Fårö è un asteroide della fascia principale. Scoperto nel 1992, presenta un'orbita caratterizzata da un semiasse maggiore pari a 2,6446877 UA e da un'eccentricità di 0,0882285, inclinata di 3,30252° rispetto all'eclittica.